# スキッド・ロウ (バンド)
スキッド・ロウ（SKID ROW）は、アメリカ合衆国出身のヘヴィメタル・バンド。同郷のミュージシャンであるジョン・ボン・ジョヴィらの支援を受け、1980年代のLAメタル・ムーブメント末期にメジャーデビュー。数百万枚以上のセールスを記録して全米チャート1位を獲得するなど、早々に開花して人気を博した。
なお、ゲイリー・ムーアが1970年代に率いた同名のバンドとは無関係である。

## 来歴

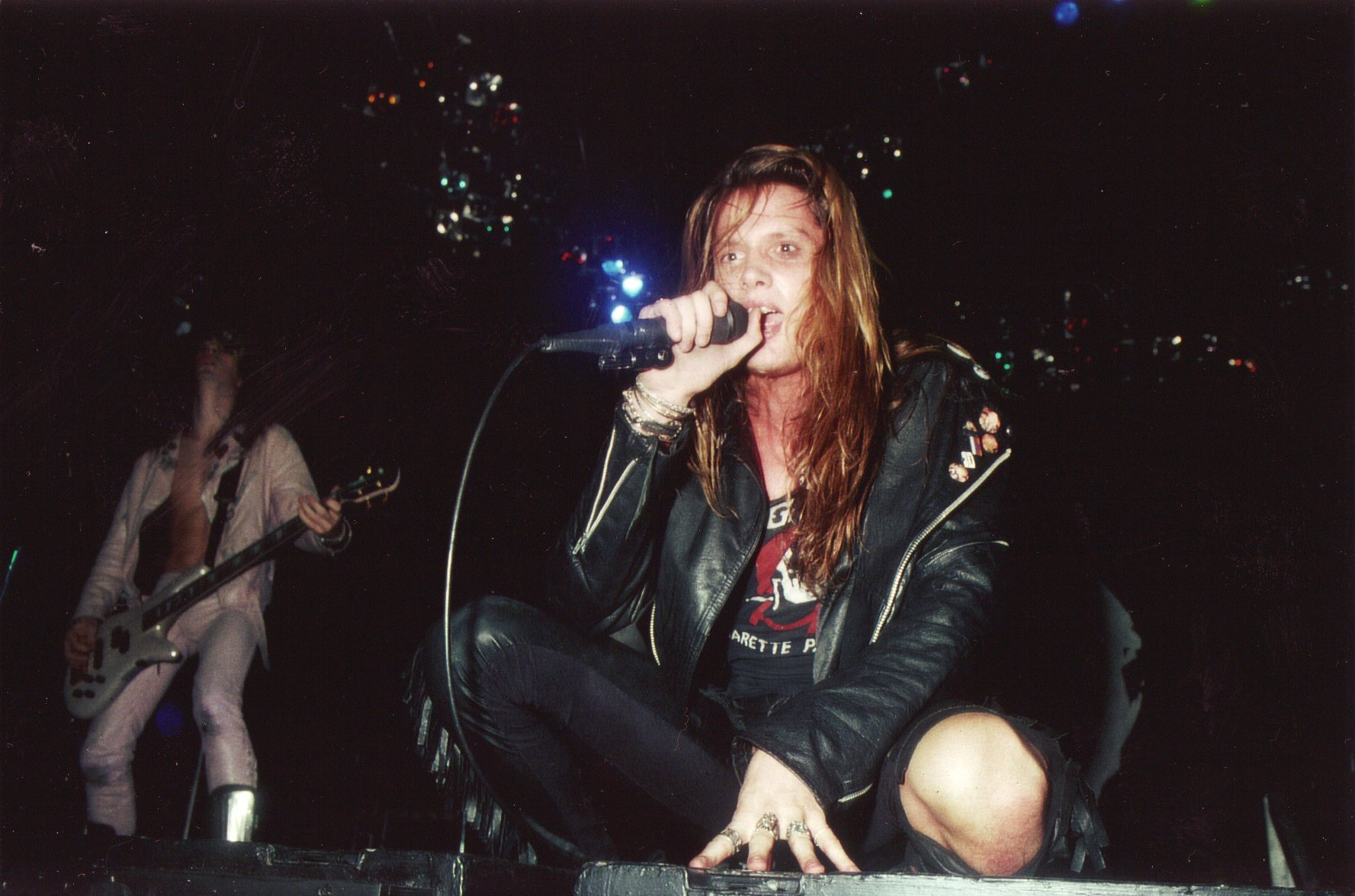
セバスチャン・バック在籍時代 (1989年)

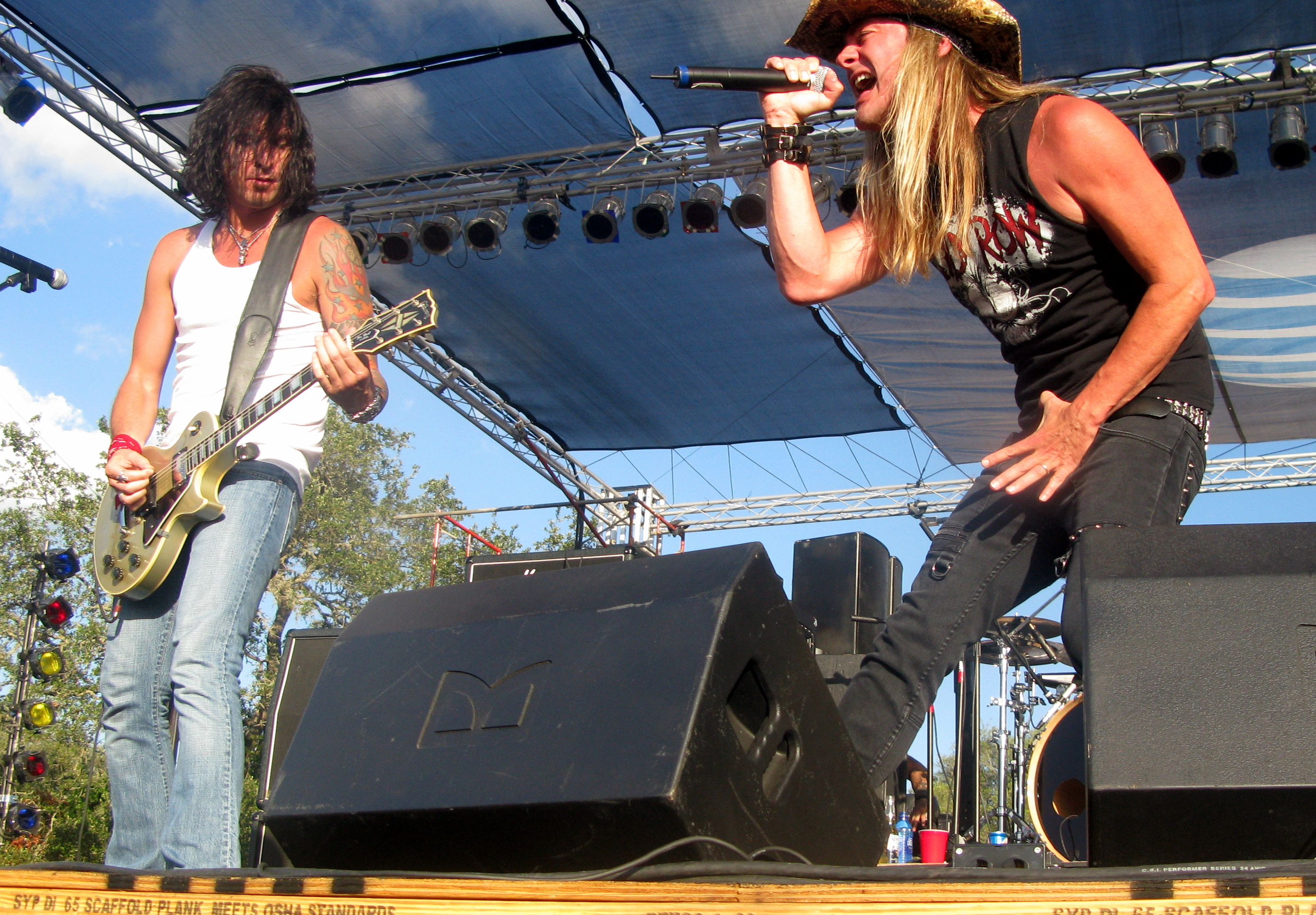
ジョニー・ソーリンガー在籍時代 (2008年)

1986年に、ニュージャージー州のトムズリヴァーで、ジョン・ボン・ジョヴィの幼馴染で、ボン・ジョヴィの前身となるバンド、ワイルド・ワンズのメンバーだったギタリストのデイブ・スネイク・セイボと、ベーシストのレイチェル・ボランを中心に結成された。後にギタリストのスコッティ・ヒルと、ドラマーのロブ・アフューソが加わり、ボーカリストは元アンスラックスのマット・ファロンからセバスチャン・バックに代わって、1987年に初期のラインナップが揃う。
バンドはアメリカ東部やクラブでのショー等を通して活動し、ジョン・ボン・ジョヴィが運営するレーベル「New Jersey Underground」の協力を得て、メジャーレーベル「アトランティック・レコード」と契約。有名プロデューサーであったマイケル・ワグナー（オジー・オズボーン、ホワイト・ライオンやエクストリームのサポートでも知られる）のサポートを受け、1989年にセルフタイトルのアルバム『スキッド・ロウ』でメジャーデビューした。
シングルカットした「18 And Life」「Youth Gone Wild」「I Remember You」がヒット。アルバムも500万枚以上を売り上げ、全米チャート6位を記録した。彼らは支援してくれたジョン・ボン・ジョヴィやリッチー・サンボラ、アンダーグラウンド・ミュージック社に、売上の一部をお返しとして提供したりしている（後にリッチー・サンボラはスキッド・ロウに彼の受けた資金を返している）。同年に初来日公演を行い、翌年に大晦日のイベント『FINAL COUNTDOWN』に出演した。
1991年、同じくワグナープロデュースの2ndアルバム『スレイヴ・トゥ・ザ・グラインド』をリリース。本作で全米チャート1位を獲得し、2度目の来日公演を行った。
1995年、プロデューサーにボブ・ロックを迎え、当時のアメリカの流行（所謂モダン・ヘヴィネス）に乗り新機軸を取り入れた3rdアルバム『サブヒューマン・レース』をリリースしたが、前々作、前作ほどのヒットにはならなかった。3度目の来日公演を行った。
1998年にセバスチャンと他のメンバーが、キッスのサポートに関して対立し（セバスチャンと他4名との音楽性の意見の相違もあり、不満が燻っていた模様。）脱退、そしてバンドも事実上解散。2000年には、新たなシンガージョニー・ソーリンガーを迎え再始動した。ドラマーは何度か交代し2010年にロブ・ハマースミスが加入。
2003年、4thアルバム『シックスキン』、2006年に5thアルバム『レヴォリューション・パー・ミニット』をリリース。
2013年に3部作EP第1弾『United World Rebellion Chapter One』をリリース。
2014年4月14日に19年ぶり・4度目の来日公演を東京TsutayaO-Eastで行った。8月に3部作EP第2弾『Rise of the Damnation Army -United World Rebellion Chapter Two』をリリース。
2015年4月6日、ジョニーがソロ活動に専念するため脱退。後任に元TNTのトニー・ハーネルが加入するも、同年12月末に脱退。発表時点で後任のボーカリストは発表されておらず、2016年2月に行われたライブ以降、代役としてタンク及び元ドラゴンフォースのボーカルであるZPサートが務めていた。
2016年、バンドがセバスチャンと和解、再加入について話し合ったものの、決裂した。
2017年1月14日、カナダ・ハリファクスで行った公演でZPサートが正式に加入することを発表した。
2021年6月末、16年間ボーカルを務めた旧メンバーのジョニーが病没。
2022年3月、ZPサートが脱退。後任として元H.E.A.Tのエリック・グロンウォールが加入。
2023年5月17日から開催予定だったオーストラリア・ツアー全4公演の内、17日のブリスベン公演、20日のアデレード公演、21日のメルボルン公演が、エリックのインフルエンザ発症により開催中止となる。なお、19日のシドニー公演のみ体調不良の中、開催された。また、5月24日から予定されていた来日公演（24日・大阪公演、26日・東京公演）もエリックがインフルエンザから回復していないため中止が発表された。
2024年3月27日、健康面の問題からエリックが脱退。5月17日から6月1日までアメリカで行われた4公演には、ヘイルストームのリジー・ヘイルが代役として参加した。

## メンバー
※2024年3月時点

### 現ラインナップ
- デイヴ・スネイク・セイボ (Dave "The Snake" Sabo) - ギター (1986– ）
- スコッティ・ヒル (Scotti Hill) - ギター (1986– ）
- レイチェル・ボラン (Rachel Bolan) - ベース (1986– ）
- ロブ・ハマースミス (Rob Hammersmith) - ドラムス (2010– ）

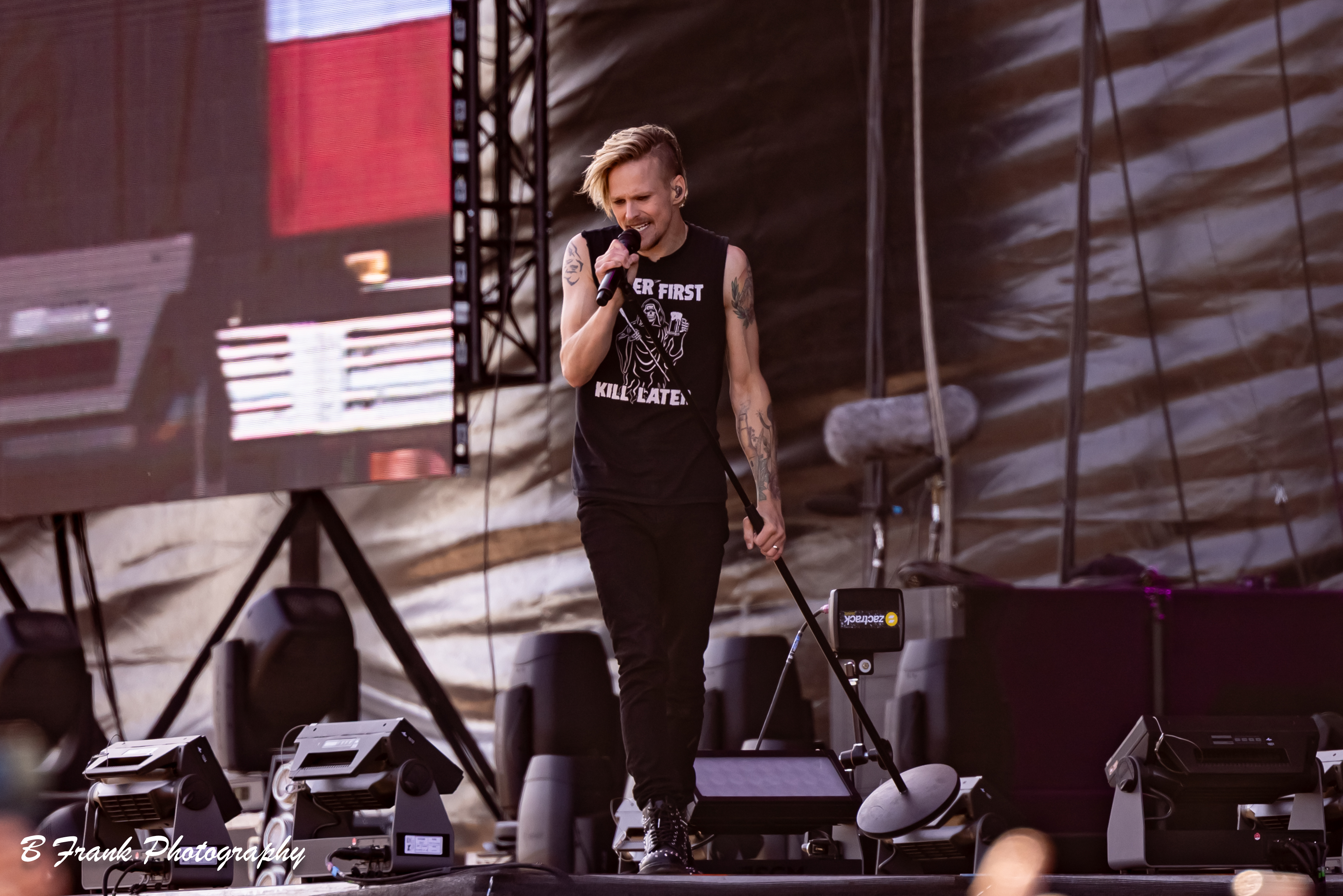
エリック・グロンウォール(Vo) 2023年
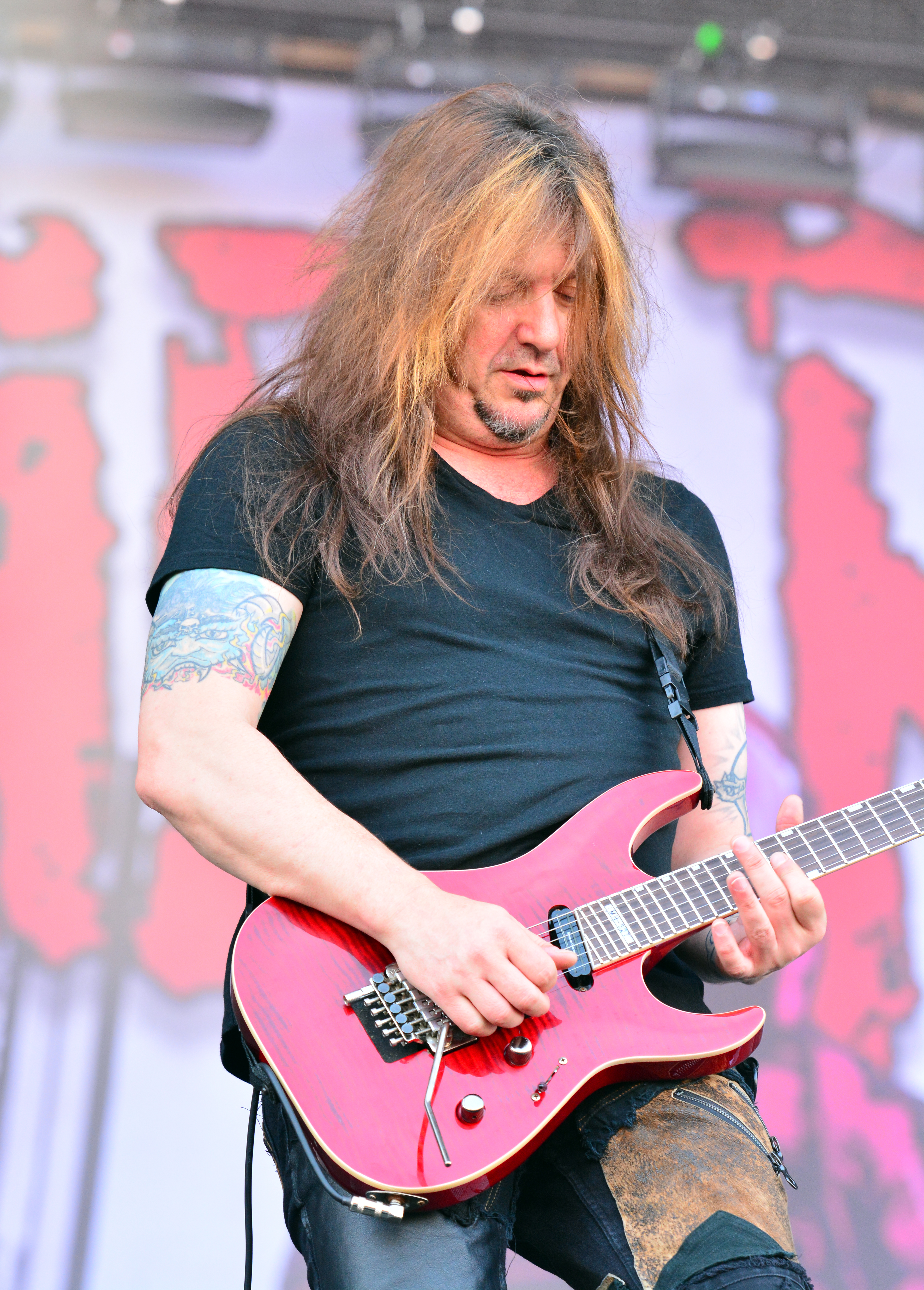
デイヴ・セイボ(G) 2014年
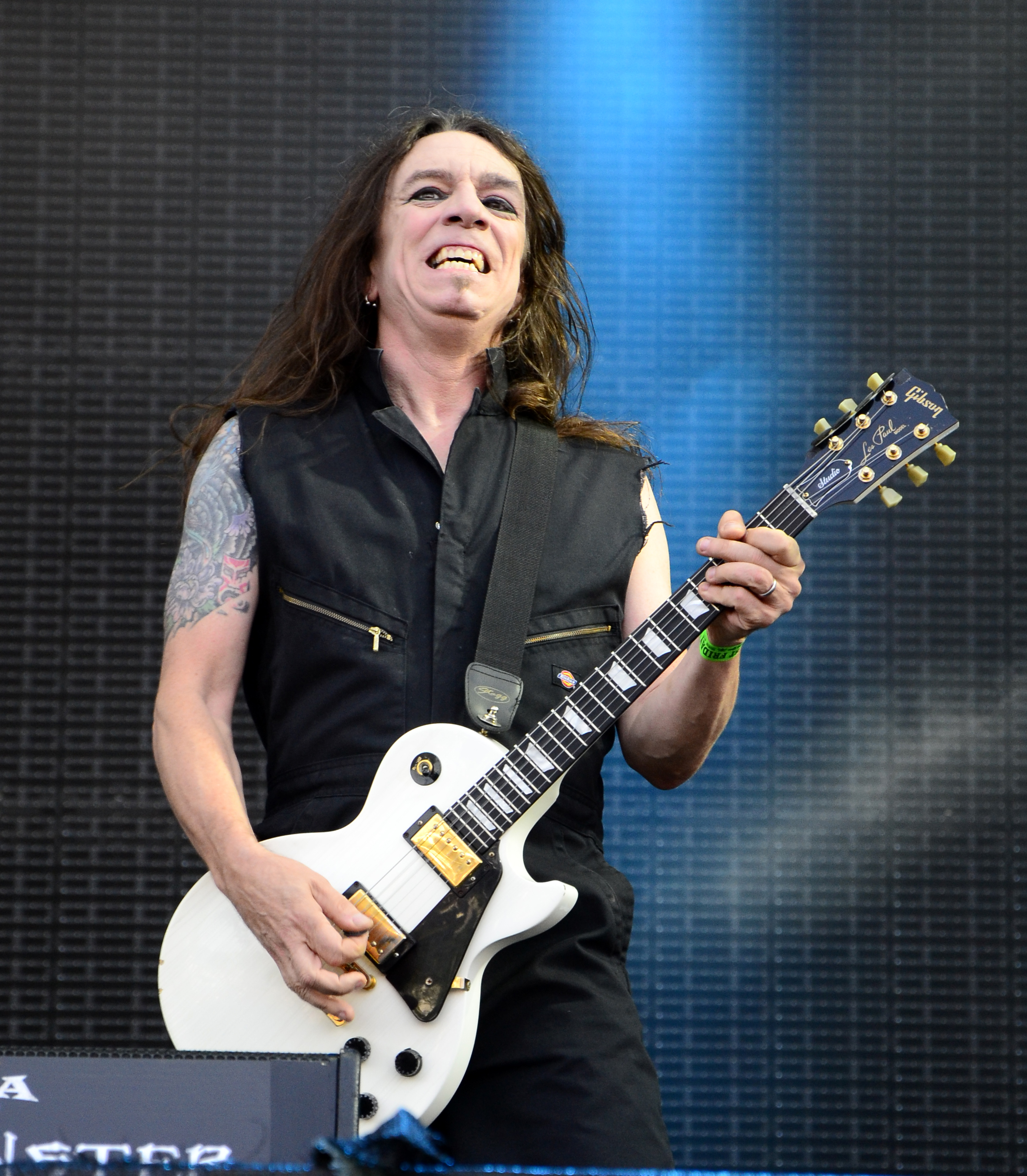
スコッティ・ヒル(G) 2014年
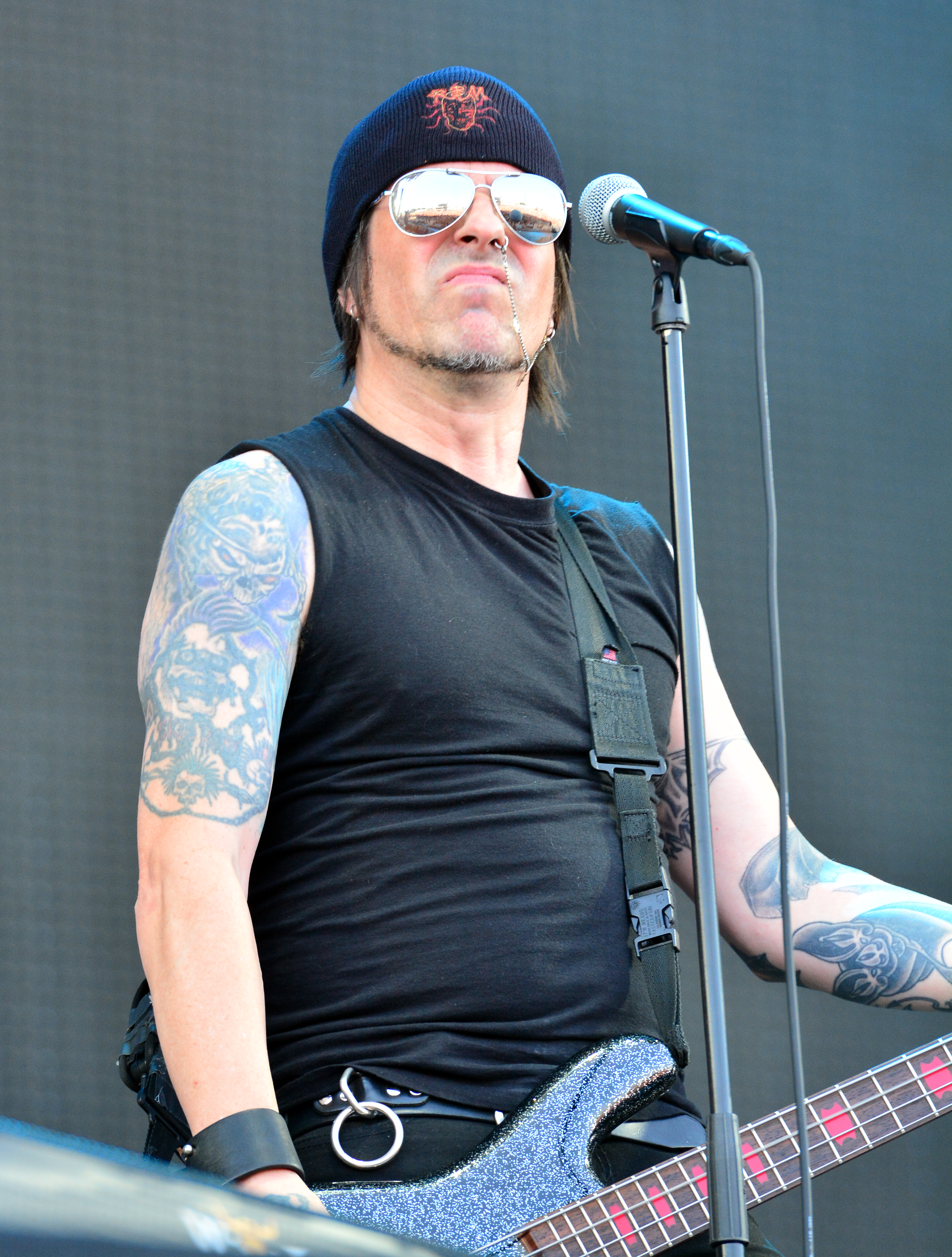
レイチェル・ボラン(B) 2014年
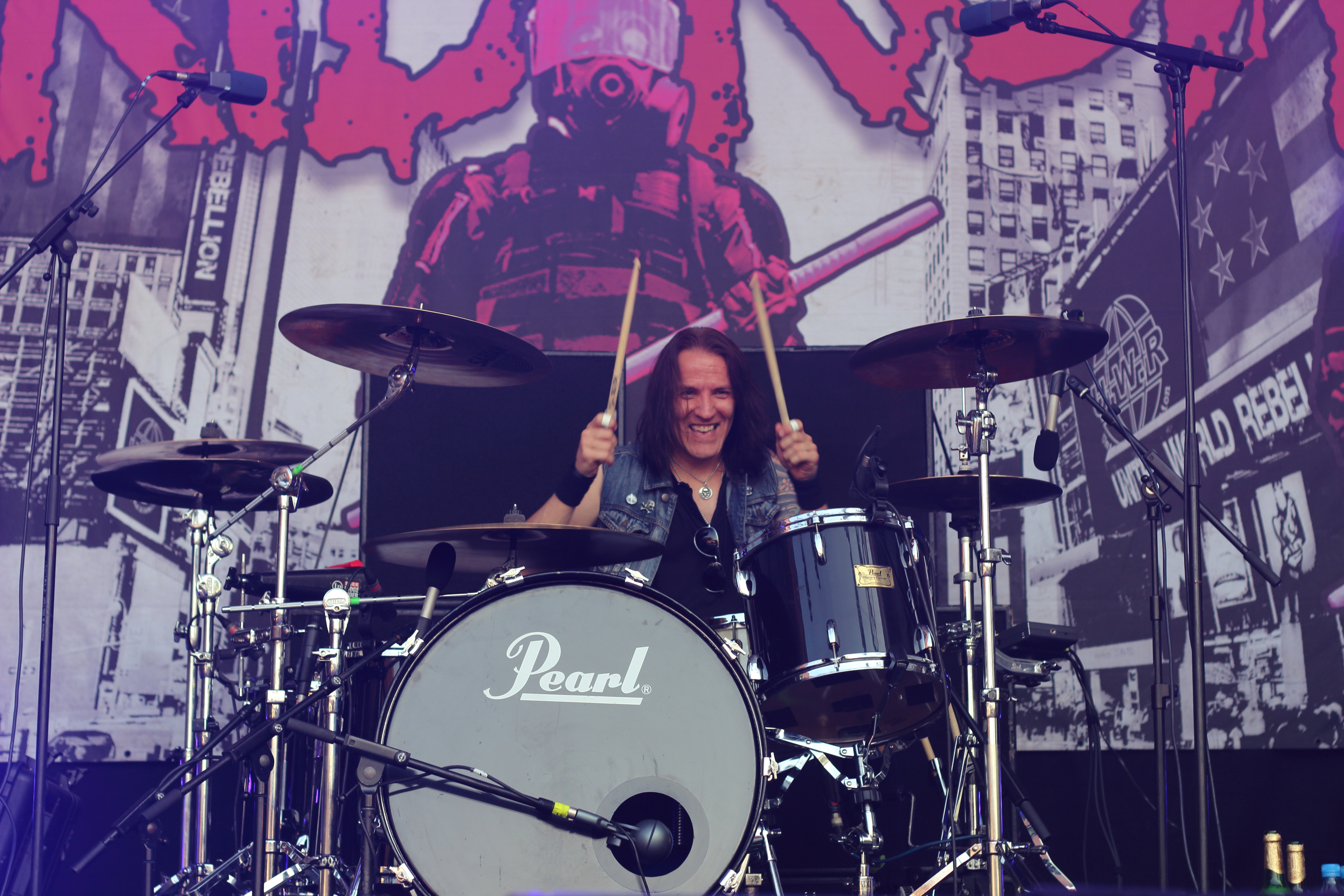
ロブ・ハマースミス(Ds) 2014年

### 旧メンバー
- マット・ファロン (Matt Fallon) - ボーカル (1986–1987)
- ジム・ユーアズ (Jim Yuhas) - ギター (1986–1987)
- ジョン・ラットコウスキー・ジュニア (John Ratkowski Jr.) - ドラムス (1986–1987)
- セバスチャン・バック (Sebastian Bach) - ボーカル (1987–1996)
- ロブ・アフューソ (Rob Affuso) - ドラムス (1987–1996, 2002)
- ジョニー・ソーリンガー (Johnny Solinger) - ボーカル (1999–2015) ♰RIP2021年
- フィル・ヴァローン (Phil Varone) - ドラムス (1999–2004)
- デイヴ・ガラ (Dave Gala) - ドラムス (2004–2010)
- トニー・ハーネル (Tony Harnell) - ボーカル (2015)
- ZPサート (ZP theart) - ボーカル (サポート2016, 正規2017–2022)
- エリック・グロンウォール (Erik Grönwall) - ボーカル (2022 - 2024)

## ディスコグラフィー

### スタジオアルバム
- Skid Row(1989)　6位 5Ｘプラチナム　(US)
- Slave To The Grind（1991）　1位 2Ｘプラチナム　(US)
- Subhuman Race（1995）　35位 ゴールド　(US)
- Thickskin（2003）
- Revolutions Per Minute（2006）
- The Gang's All Here（2022）

### EP / ミニアルバム
- Subhuman Beings On Tour（ライヴEP・1996）
- B-Side Ourselves（カバー作品・1992）
- ユナイテッド・ワールド・レベリオン チャプター・ワン United World Rebellion Chapter One（2013）
- Rise of the Damnation Army -United World Rebellion Chapter Two（2014）

### コンピレーション
- 40 Seasons - The Best Of Skid Row（1998）
- The Atlantic Years: 1989-1996（2021）- スタジオアルバム3作品に加え、Bサイド曲集『B-SIDE OURSELVES』、ライブEP『SUBHUMAN BEINGS ON TOUR!!』をリマスター音源で収録したボックスセット[18]。

## 来日公演
- 1989年
  - 7月17日 愛知・瀬戸市文化センター、18日 大阪厚生年金会館大ホール、19/20/22/23日 NHKホール、24日　神奈川・CLUB CITTA'川崎
- 1990年
  - 12月31日 東京ドーム(FINAL COUNTDOWN '90)
    - （他出演：ボン・ジョヴィ、シンデレラ、クワイアボーイズ）
- 1991年
  - 9月30日 神奈川・横浜アリーナ、10月2/3/4日 東京・代々木オリンピックプール 6日 愛知・レインボーホール、7/8日 大阪・大阪城ホール、11日 広島・広島郵便貯金ホール、12日 福岡・九州厚生年金会館、14日 埼玉・大宮ソニックシティ、15日 宮城・宮城県民会館
- 1992年
  - 9月30日 宮城・仙台サンプラザホール、10月1日 埼玉・川口総合文化センター リリア、2日 神奈川・横浜文化体育館、3日 愛知・名古屋市公会堂、5日 大阪・大阪城ホール、7/8日　東京・日本武道館
- 1995年
  - 6月14日 北海道・札幌月寒ドーム、16日 岩手・岩手県民会館大ホール、17日 秋田・秋田市文化会館、19日 宮城・仙台サンプラザホール、21日  神奈川・横浜文化体育館、23/24日 東京・中野サンプラザ、25日 千葉・東京ベイNKホール、27日 埼玉・川口総合文化センター リリア、28日 東京・東京厚生年金会館大ホール、30日 福岡・九州厚生年金会館、10月1日 鹿児島・鹿児島市民文化ホール第1ホール、3日 広島・広島郵便貯金ホール、5/6日 大阪・大阪厚生年金会館大ホール、7日 愛知・センチュリーホール
    - 6月25日の公演の模様はWOWOWで生放送された。
- 2014年
  - 4月14日　TSUTAYA O-EAST
    - 19年ぶりの来日公演。ボーカルがセバスチャン・バックからジョニー・ソーリンガーに交代して初の来日公演となった。サポートアクトとしてEARTHSHAKERが出演した。